# Kristen Bjorn
Kristen Bjorn, nome d'arte di Robert Russell (Londra, 12 ottobre 1957), è un fotografo, regista e produttore cinematografico britannico, che lavora nel campo della pornografia gay, considerato dalla critica uno dei più affermati registi del settore. Le sue produzioni sono caratterizzate da ambientazioni esotiche, una fotografia estremamente curata e modelli selezionati da ogni parte del mondo, soprattutto Sud America ed Europa dell'Est.

## Biografia
Verso la fine degli anni settanta si trasferisce dall'Inghilterra a San Francisco, dove inizia a lavorare come modello posando per il fotografo Fred Bisonnes, le sue foto di nudo appaiono sulla rivista pornografica gay Mandate. Nel 1981 inizia una breve carriera come attore pornografico, comparendo in tre video della Falcon Studios. Fu proprio in quell'occasione che gli affibbiato il nome d'arte di Kristen Bjorn, vista la sua somiglianza con il campione di tennis Björn Borg.
Nel 1982 si trasferisce in Brasile, coltiva il suo sogno di diventare un fotografo professionista. In Brasile di ferma otto anni, in cui inizia a realizzare i primi scatti di nudo maschile, con protagonisti solamente modelli brasiliani, che vendeva a riviste gay statunitensi. Nel 1985 il suo amico e mentore Fred Bisonnes, che lavorava per la rivista Advocate Men, lo invita a mandare i propri lavori alla rivista. Nel corso degli anni, sempre sotto la spinta di Bisonnes, inizia ad ampliare i suoi spazi creativi realizzando alcuni video softcore per la serie Advocate Men Live.
Nel 1988 dirige e produce il suo primo lungometraggio Tropical Heatwave, che consisteva in sei scene di masturbazioni con uomini brasiliani e muscolosi in ambientazioni esotiche. Con questo film, Bjorn stabilisce il proprio marchio di fabbrica, utilizzando un cast multi-razziale e ambientazioni naturistiche. Successivamente dirige Carnaval in Rio e Island Fever, le sue prime pellicole hardcore in cui venivano rappresentate scene di sesso tra uomini, compresa la penetrazione ed eiaculazioni multiple.
Bjorn ha curato ogni aspetto dei propri film, dalla produzione passando dalla regia fino alla cura della fotografia, creando un proprio e riconoscibile stile. Se i suoi primi film erano privi di dialoghi, a parte la voce narrante, in seguito furono inseriti dialoghi nella sceneggiatura. Altra e primaria caratteristica dei film di Bjorn è l'utilizzo di modelli sconosciuti, prevalentemente muscolosi e dotati una forte mascolinità, non curandosi del fatto che essi si identificano come eterosessuali o omosessuali ma che siano semplicemente disposti a partecipare a scene di sesso maschile.
Dopo anni passati in Brasile, nel 1990, a causa del deteriorarsi delle condizioni economiche e sociali del paese, Bjorn decide di trasferirsi in Australia, più precisamente a Sydney. Prima dell'avventura australiana si ferma per qualche tempo a New York, dove realizza altri film come Caribbean Beat e Manhattan Latin. In Australia realizza diversi film con modelli del luogo, scoprendo modelli come Sean Davis e Alec Campbell, che in seguito lavorarono per i Falcon Studios.
Nel 1992 si muove nuovamente e si trasferisce in Canada, dove nelle sue produzioni canadesi inizia ad approcciarsi ad uomini di diverse etnie, avvicinandosi a modelli dell'Europa dell'Est. Per l'appunto nel 1995 dirige The Vampire of Budapest con attori prevalentemente ungheresi, tra cui Árpád Miklós, divenuto negli anni uno dei pornodivi più apprezzati del settore. Dal Canada si stabilisce a Miami, Florida, dove produce film con cast composti da latino americani e modelli caraibici. Attualmente vive a Barcellona, in Spagna.

## Kristen Bjorn Productions
Fondata nei primi anni ottanta, la Kristen Bjorn Productions nel corso degli anni si è guadagnata fama internazionale, grazie ai suoi film di qualità dagli alti contenuti erotici, diventando un marchio riconoscibile nel settore. Assistente e collaboratore a tempo pieno di Kristen Bjorn è il fotografo Barry Gollop, popolarmente conosciuto con lo pseudonimo "The Bear".
Dalla metà degli anni novanta in poi la società ha rigato il mondo alla ricerca di modelli e location per i propri video. Dal 2000 nasce la Sarava Productions, che vede la collaborazione di altri registi tra cui Lucas Kazan, alimentando il continuo ampliamento della società principale. Oltre a film, la Kristen Bjorn Productions pubblica e distribuisce sul mercato film fotografici, calendari e CD musicali con le musiche originariamente composte per i propri film.
Dal 2006 la Kristen Bjorn Productions e la sua suddivisione Sarava Productions hanno distribuito sul mercato oltre 50 titoli.

### Attori pornografici della Kristen Bjorn Productions
Di seguito viene elencata una lista selezionata di modelli che hanno o lavorano attualmente per la Kristen Bjorn Productions:
- Mark Anthony
- Jean Franko
- Árpád Miklós
- Pavel Novotný ("Max Orloff")
- Matthieu Costa
- Sean Davis
- Daniel Marvin
- Pedro Andreas
- Max Veneziano
- Jason Kingsley
- Edu Boxer
- Etienne Cendras
- Dex Brown

## Premi
- GayVN Award - Hall of Fame
- GayVN Award 1998 per il miglior regista - ManWatcher
- GayVN Award 1998 per il miglior videografia - ManWatcher
- Grabby Award 1994 per la miglior video - Call of the Wild
- Grabby Award 1998 per la miglior video internazionale - The Anchor Hotel
- Grabby Award 1998 per la miglior regista - Amazon Adventure
- Grabby Award 1998 per la miglior fotografia - Amazon Adventure
- Grabby Award 1999 per la miglior regista (Ex aequo con Chi Chi LaRue)

## Libri fotografici
- Men of the World, Publisher Distribution Company, 2002, ISBN 3-86187-241-2.
- Men of Kristen Bjorn, Publisher Distribution Company, 2003, ISBN 3-86187-282-X.
- Stallions, Bruno Gmunder Verlag Gmbh, 2005, ISBN 3-86187-682-5.
- Body Heat, Bruno Gmunder Verlag Gmbh, 2007, ISBN 3-86187-860-7.